# Nederländernas herrlandslag i fotboll
Nederländernas herrlandslag i fotboll, även känt som Oranje (eller Clockwork Orange under sin storhetstid 1974–1978), ofta felaktigt benämnt Hollands herrlandslag i fotboll, representerar Nederländerna i fotboll på herrsidan och kontrolleras av det nederländska fotbollförbundet Koninklijke Nederlandse Voetbalbond (KNVB).

## Tidig historia

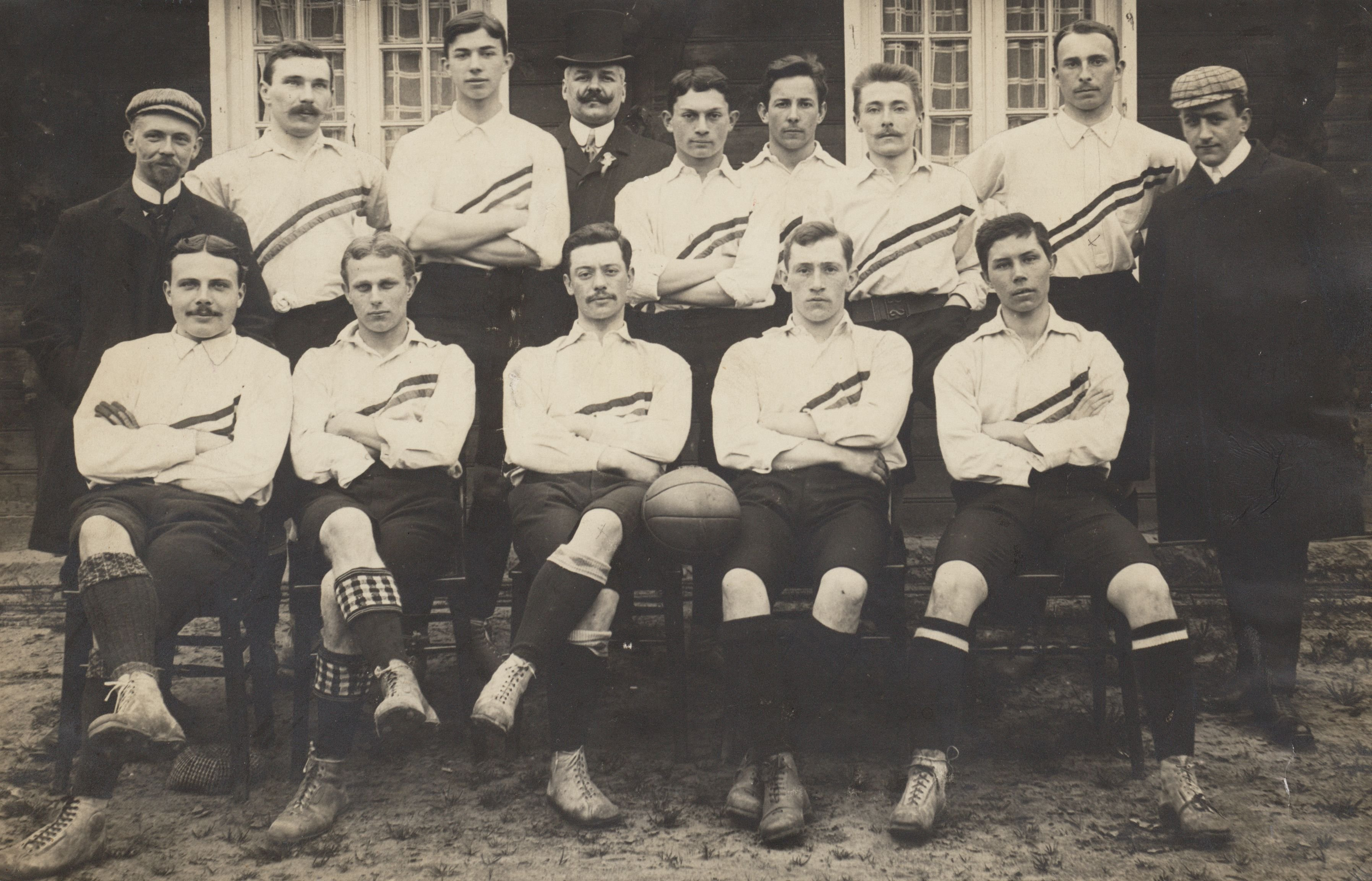
Den första landslagsuppställningen 1905.

Nederländsk fotboll hade en tidig storhetstid i de första olympiska fotbollsturneringarna men kom sedan att ta lång tid före en ny storhetstid. Första landskampen spelades mot grannlandet Belgien 1905 och resulterade i vinst med 4–1. I den olympiska fotbollen 1908 i London vann Nederländerna brons efter först en walkover från kvartsfinalen mot Ungern, som dock drog sig ur p.g.a. ekonomiska skäl, till semifinalen mot blivande olympiska mästarna, tillika värdarna, Storbritannien och sedan efter förlust i semifinal vinst i matchen om tredjepris som skulle ha spelats mot Frankrike, som dock drog sig ur efter en chockförlust med hela 1–17 mot blivande finalisterna Danmark, och då överlät sin plats i bronsmatchen till Sverige, som slogs stort i kvartsfinalen av Storbritannien med hela 12–1 (och i bronsmatchen med 2–0 av Nederländerna).
1920 vann Nederländerna, då med Jan de Natris som en av de framträdande spelarna, sitt tredje olympiska brons i rad i Antwerpen, efter en förlust i semifinalen mot värdarna och blivande olympiska mästarna Belgien, som ledde till spel i så kallad tröstturnering, som dock kom att bli ett spel om silver- och bronsmedalj efter diskvalifikationen av finalisterna Tjeckoslovakien, och Nederländerna gick till spelfinalen på walkover sedan Frankrike som skulle ha spelat semifinalen redan hade rest hem och därför inte kunde spela, men förlorade mot Spanien som därmed vann silvret. I följande olympiska spel 1924 i Paris missade Nederländerna medalj efter att, liksom i åttondelsfinalen i följande olympiska spel 1928 hemma i Amsterdam, ha förlorat mot blivande olympiska mästarna Uruguay i semifinalen, och sedan även mot blivande bronsmedaljörerna Sverige i matchen om tredjepris (efter omspel). 1934, då Nederländerna liksom flera andra europeiska landslag VM-debuterade, och 1938, både rena utslags-VM (utan föregående gruppspel), gick Nederländerna inte vidare från åttondels- till kvartsfinal.

## Nederländsk fotbolls renässans

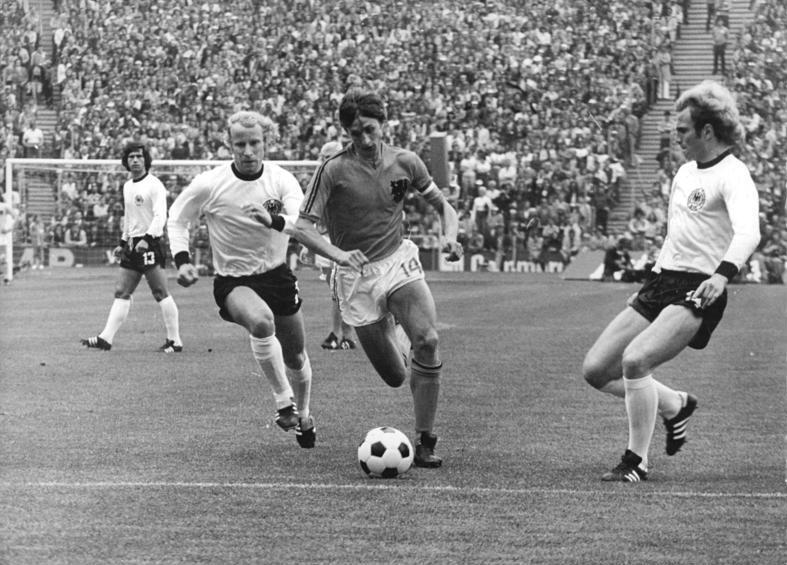
Lagkaptenen Johan Cruijff (till höger i bild) med västtysken Berti Vogts i VM-finalen 1974 (Cruijff lämnade landslaget inför Argentina-VM 1978).

Nederländsk klubbfotboll fick fart under 1960-talet genom Feyenoord och AFC Ajax, den förstnämnda vann Europacupen för mästarlag 1970 och den sistnämnda kom efter en finalplats 1969 att dominera samma turnering med tre raka titlar 1971–1973. Den nederländska fotbollens golden boy Johan Cruyff blev symbolen för den nederländska fotbollens frammarsch. Men det fanns givetvis även andra storspelare: Robert Rensenbrink, Willem van Hanegem och Johan Neeskens. I takt med klubbarnas framgångar utvecklades även landslaget vilket, med en stomme av Feyenoord- och Ajax-spelare, och med Rinus Michels som förbundskapten och hans införda system med Totalfotboll, kvalificerade sig till sitt på 36 år första VM 1974, i vilket Nederländerna blev publikfavoriter med sitt kända offensiva spel  och vann före finalen mot värdarna och blivande världsmästarna Västtyskland varje match, utom den mållösa matchen mot Sverige, med blott ett insläppt mål, i matchen mot Bulgarien som slutade 4–1 efter ett självmål av Ruud Krol, medan finalen slutade med västtysk vinst efter en vändning av en tidig nederländsk ledning på straffmål av Johan Neeskens, som slutade på delad andraplats i skytteligan. Följande Argentina-VM 1978, då med österrikaren Ernst Happel som nederländsk förbundskapten, slutade också med finalförlust mot värdlandet, denna gång Argentina som vann efter förlängning med 3–1, efter ett avgörande ledningsmål i slutet av första halvlek av förlängningen av skyttekungen Mario Kempes, som gav Argentina en ledning i första halvlek före en sen kvittering av Dick Nanninga, och ytterligare ett ledningsmål under mitten av andra halvlek av förlängningen. I mellanliggande Europamästerskap 1976 hade Nederländerna, då under ledning av George Knobel, vunnit brons efter förlust i semifinalen mot blivande Europamästarna Tjeckoslovakien efter förlängning följt av vinst efter förlängning i matchen om tredjepris mot värdarna Jugoslavien.
1980 deltog Nederländerna i EM-slutspelet och slutade på tredje plats i sin grupp. Kees Rijvers sparkades som förbundskapten sedan Nederländerna inte lyckats kvalificera sig för EM-slutspelet 1984 och ersattes av Rinus Michels.

### Framgångar i Europamästerskap

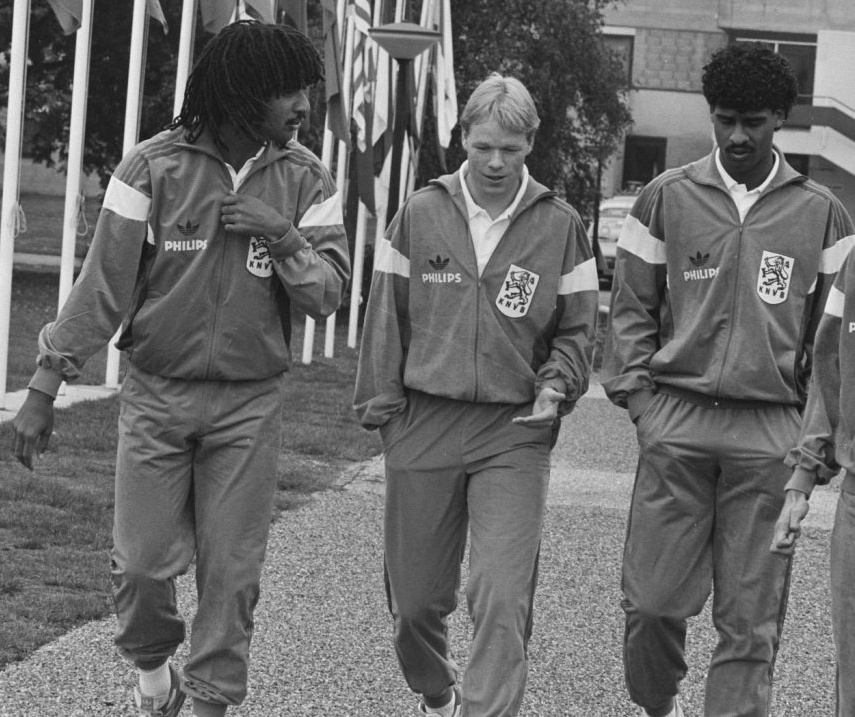
Gullit Koeman Rijkaard

Efter misslyckandet att kvalificera sig till Europamästerskapet i fotboll 1984 avskedades och ersattes dåvarande förbundskapten Kees Rijvers av Rinus Michels, som tidigare vann VM-silver med landslaget 1974, och som ledde laget till första Europamästartiteln 1988 och fyra år senare även till EM-semifinal i Sverige. I mellanliggande Italien-VM 1990, med Leo Beenhakker som förbundskapten, förlorade Nederländerna, efter oavgjort resultat i varje gruppspelsmatch, mot blivande världsmästarna Västtyskland i åttondelsfinalen, mest ihågkommen för bråk med spottloskor mellan Frank Rijkaard och Rudi Völler vilka båda fick en utvisning. Följande USA-VM 1994 slutade med kvartsfinal för Nederländerna, som före kvartsfinalen endast förlorade en match, mot Belgien, och i kvartsfinalen mot blivande världsmästarna Brasilien, som återigen slog Nederländerna i följande VM-semifinal 1998 då Nederländerna, som tidigare vunnit knappt mot FR Jugoslavien i åttondels- och Argentina i kvartsfinal, missade sina sista två straffsparkar i straffläggningen, och därefter förlorade mot VM-debutanterna och blivande bronsmedaljörerna Kroatien i matchen om tredjepris.

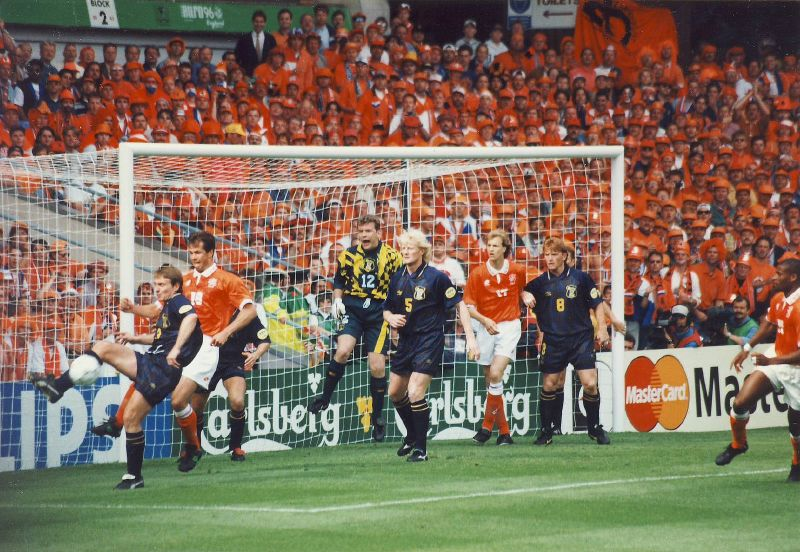
Skottland möter Nederländerna i EM-gruppspelet 1996 i England.

Efter att ha nått EM-kvartsfinal i England 1996 lyckades Nederländerna i följande hemma-EM 2000, under Frank Rijkaards ledning, nå semifinal, som dock slutade med mållöst resultat, dock efter två missade straffsparkar under ordinarie tid, och sedan förlust mot Italien efter tre missade straffsparkar och, efter misslyckande att kvalificera sig till Världsmästerskapet i fotboll 2002 i Japan och Sydkorea, en andra EM-semifinal i rad 2004 som slutade med förlust mot värdlandet Portugal, efter tidigare vinst mot Sverige i den mållösa kvartsfinalen, som avgjordes i straffsparksläggningen av Arjen Robben efter 4 av 5 straffmål var, då ordinarie straffomgång gick till golden goal-omgång där Olof Mellberg missade Sveriges extra-straffspark.

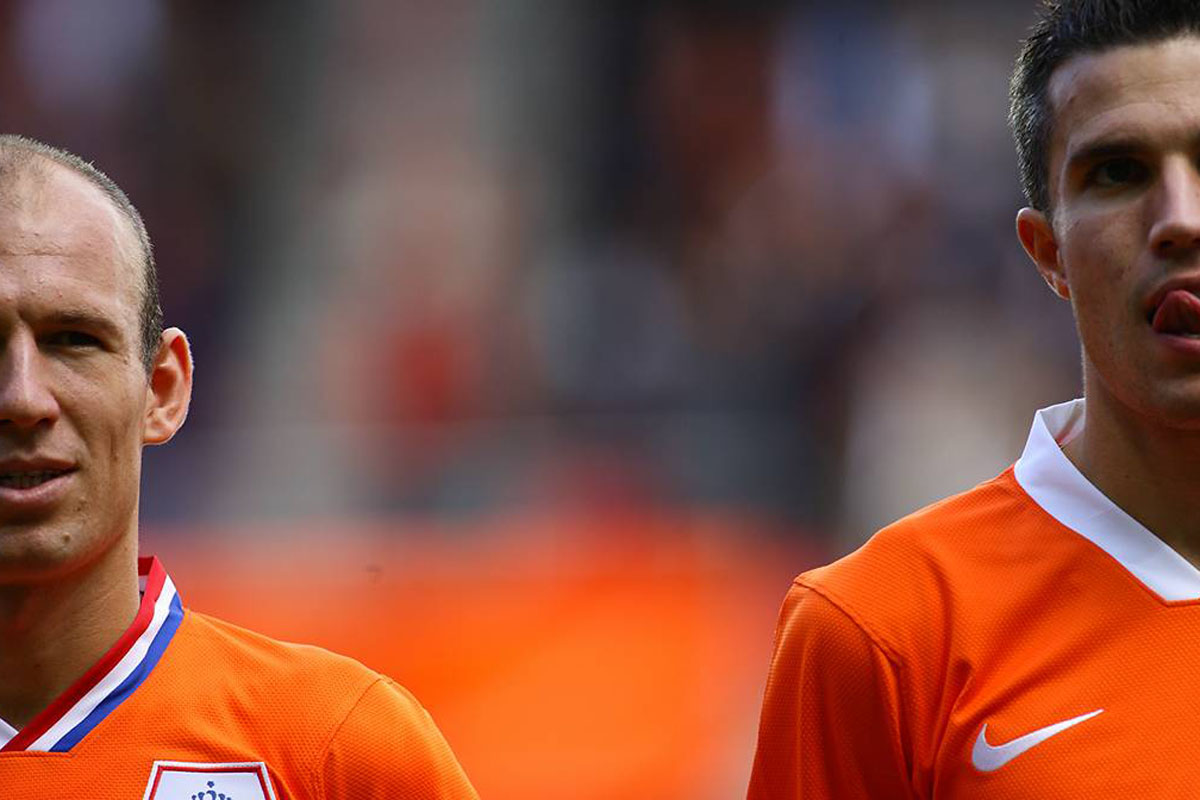
Arjen Robben och Robin van Persie i landslagsdressen.

Efter EM 2004 tillträdde före detta storstjärnan Marco van Basten som förbundskapten, som genomförde en stor generationsväxling genom att peta spelare som Clarence Seedorf, Patrick Kluivert, Edgar Davids, Jaap Stam och Roy Makaay. Han förespådde en anfallsfotboll och flera av de nya spelarna kom från klubben AZ Alkmaar: Denny Landzaat, Barry Opdam, Jan Kromkamp, Joris Mathijsen, Khalid Boulahrouz, Ryan Babel, Romeo Castelen, Dirk Kuyt och Robin van Persie. Ruud van Nistelrooy och Mark van Bommel vägrade att spela vidare efter VM 2006.
Det nya landslaget kvalade in till Världsmästerskapet i fotboll 2006 i Tyskland, och förlorade där återigen mot Portugal i en stökig åttondelsfinal på Frankenstadion, känd som Slaget i Nürnberg, som slutade med 4 utvisningar och 16 gula kort, och portugisisk vinst efter ett avgörande mål i första halvlek. I följande EM 2008 i Schweiz och Österrike gick Nederländerna som gruppvinnare till kvartsfinal, som dock slutade med förlust mot Ryssland efter förlängning.

## VM-framgångar och misslyckanden under 2010-talet

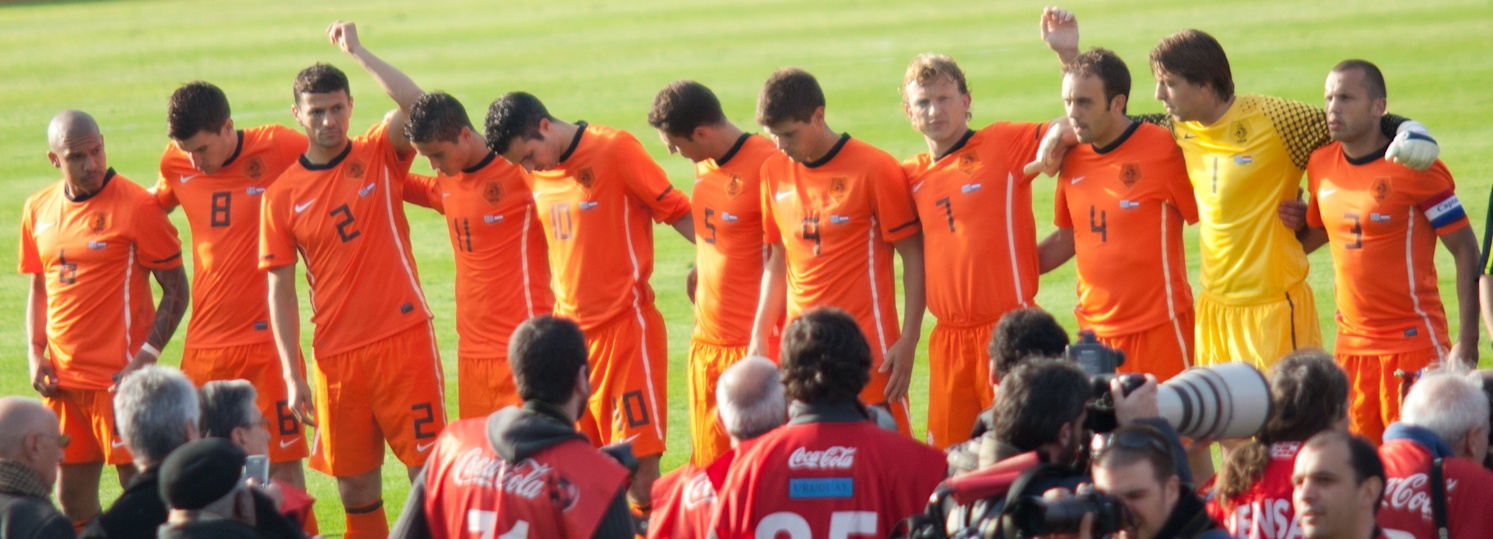
Landslaget 2011

Nederländerna kvalificerade sig, efter ett misslyckat VM i Tyskland, till följande Sydafrika-VM 2010 och omtalades som en av favoriterna med spelare som Arjen Robben, Wesley Sneijder och Robin van Persie, och vann varje match inom ordinarie speltid före den oavgjorda finalen mot regerande Europamästarna Spanien, som emellertid vann efter ett avgörande ledningsmål sent i förlängningen. Trots VM-silver fick landslaget kritik för att ha spelat hårt och stängt. I följande Brasilien-VM 2014 vann Nederländerna VM-brons efter vinst i varje match, varav en match, kvartsfinalen mot Costa Rica, efter straffsparksläggning, utom semifinalen mot Argentina som liksom kvartsfinalen, efter mållöst resultat, gick till straffsparksläggning, som denna gång resulterade i två straffsparkar räddade av argentinske målvakten Sergio Romero, och därigenom förlust för Nederländerna, som dock vann matchen om tredjepris med hela 3–0 mot värdarna Brasilien (som i sin tur åkte på en storförlust i sin semifinal mot blivande världsmästarna Tyskland).
Efter ett misslyckat EM 2012 i Ukraina missade Nederländerna följande EM 2016 och, efter VM-brons 2014, det följande Världsmästerskapet i fotboll 2018 i Ryssland, efter att i VM-kvalspelet ha slutat bakom gruppvinnaren och blivande världsmästaren Frankrike och blivande playoff-vinnaren Sverige. 2022 var Nederländerna tillbaka i VM i Qatar där de nådde kvartsfinal genom att vinna varje match inklusive den mot värdlandet Qatar, utom den oavgjorda mot Ecuador, före kvartsfinalen som blev oavgjord efter både en senare reducering och sen kvittering till 2–2 av Wout Weghorst, men blivande världsmästarna Argentina vann senare straffsparksläggningen genom två nederländska straffsparkar räddade av Emiliano Martínez.

## Statistik

### Förbundskaptener ("Bondscoach")
|   | Namn              | Tränarperiod(er)                 | Landskamper |
| - | ----------------- | -------------------------------- | ----------- |
| 1 | Bob Glendenning   | 1923, 1925–1940                  | 87          |
| 2 | Dick Advocaat     | 1992–1994, 2002–2004, 2017       | 64          |
| 3 | Rinus Michels     | 1974, 1984, 1986–1988, 1990–1992 | 53          |
| 4 | Marco van Basten  | 2004–2008                        | 52          |
| 5 | Elek Schwartz     | 1957–1964                        | 49          |
| 6 | Bert van Marwijk  | 2008–2012                        | 46          |
| 7 | Guus Hiddink      | 1995–1998, 2014–2015             | 49          |
| 8 | Jaap van der Leck | 1949–1954                        | 29          |
| 9 | Jan Zwartkruis    | 1976–1977, 1977, 1978–1981       | 28          |
| - | Georg Kessler     | 1966–1970                        | 28          |

Senast uppdaterad: 2 september 2023
Från engelska wikipedia.

#### Andra tränare
- Frank Rijkaard (1998–2000)
- Max Merkel
- Louis van Gaal (2000–2001, 2012–2014, 2021–2022)

|    | Namn                     | Karriär   | Landskamper | Mål |
| -- | ------------------------ | --------- | ----------- | --- |
| 1  | Wesley Sneijder          | 2003–2018 | 134         | 31  |
| 2  | Edwin van der Sar        | 1995–2008 | 130         | 0   |
| 3  | Frank de Boer            | 1990–2004 | 112         | 13  |
| 4  | Rafael van der Vaart     | 2001–2013 | 109         | 25  |
| 5  | Giovanni van Bronckhorst | 1996–2010 | 106         | 6   |
| 6  | Dirk Kuyt                | 2004–2014 | 104         | 24  |
| 7  | Robin van Persie         | 2005–2017 | 102         | 50  |
| 8  | Phillip Cocu             | 1996–2006 | 101         | 10  |
| 9  | Arjen Robben             | 2003–2017 | 96          | 37  |
| 10 | Daley Blind              | 2013 -    | 94          | 2   |
| 11 | Clarence Seedorf         | 1994–2008 | 87          | 11  |
| 11 | John Heitinga            | 2004–2013 | 87          | 7   |

|   | Namn                | Karriär    | Mål | Landskamper |
| - | ------------------- | ---------- | --- | ----------- |
| 1 | Robin van Persie    | 2004–2019  | 49  | 98          |
| 2 | Klaas-Jan Huntelaar | 2006–aktiv | 41  | 73          |
| 3 | Patrick Kluivert    | 1994–2004  | 40  | 79          |
| 4 | Dennis Bergkamp     | 1990–2000  | 37  | 79          |
| 5 | Faas Wilkes         | 1946–1961  | 35  | 38          |
| 5 | Ruud van Nistelrooy | 1998–2012  | 35  | 70          |
| 7 | Abe Lenstra         | 1940–1959  | 33  | 47          |
| 7 | Johan Cruijff       | 1966–1977  | 33  | 48          |
| 9 | Beb Bakhuys         | 1925–1937  | 28  | 23          |
| 9 | Wesley Sneijder     | 2003–2019  | 28  | 115         |
| 9 | Arjen Robben        | 2003–2019  | 28  | 86          |

## Fotbollsdräktens historia
| 1974 | 1978 | 1988 | 1990 | 1994 | 1998 | 2000 | 2006, 2014 |  |

## Laguppställning
Följande spelare blev kallade till Uefa Nations League-matcherna mot Belgien, Wales och Polen den 3-14 juni 2022.
Antalet landskamper och mål är uppdaterade efter matchen mot Belgien den 3 juni 2022.
| Nr | Pos. | Namn               | Födelsedatum (ålder) | Matcher | Mål |               | Klubb             |
| -- | ---- | ------------------ | -------------------- | ------- | --- | ------------- | ----------------- |
| 1  | MV   | Jasper Cillessen   | 22 april 1989        | 62      | 0   | Spanien       | Valencia          |
| 13 | MV   | Mark Flekken       | 13 juni 1993         | 2       | 0   | Tyskland      | SC Freiburg       |
|    | MV   | Kjell Scherpen     | 23 januari 2000      | 0       | 0   | Belgien       | Oostende          |
|    |      |                    |                      |         |     |               |                   |
| 2  | F    | Jurriën Timber     | 17 juni 2001         | 7       | 0   | Nederländerna | Ajax              |
| 3  | F    | Matthijs de Ligt   | 12 augusti 1999      | 36      | 2   | Italien       | Juventus          |
| 4  | F    | Virgil van Dijk    | 8 juli 1991          | 47      | 5   | England       | Liverpool         |
| 5  | F    | Nathan Aké         | 18 februari 1995     | 26      | 3   | England       | Manchester City   |
| 6  | F    | Stefan de Vrij     | 5 februari 1992      | 55      | 3   | Italien       | Inter             |
| 15 | F    | Hans Hateboer      | 9 januari 1994       | 11      | 0   | Italien       | Atalanta          |
| 16 | F    | Tyrell Malacia     | 17 september 1999    | 3       | 0   | Nederländerna | Feyenoord         |
| 17 | F    | Daley Blind        | 9 mars 1990          | 91      | 2   | Nederländerna | Ajax              |
| 18 | F    | Jordan Teze        | 30 september 1999    | 0       | 0   | Nederländerna | PSV               |
| 22 | F    | Denzel Dumfries    | 18 april 1996        | 33      | 4   | Italien       | Inter             |
|    | F    | Bruno Martins Indi | 8 februari 1992      | 34      | 2   | Nederländerna | AZ                |
|    |      |                    |                      |         |     |               |                   |
| 8  | MF   | Guus Til           | 22 december 1997     | 4       | 1   | Nederländerna | Feyenoord         |
| 11 | MF   | Steven Berghuis    | 19 december 1991     | 36      | 2   | Nederländerna | Ajax              |
| 14 | MF   | Davy Klaassen      | 21 februari 1993     | 33      | 8   | Nederländerna | Ajax              |
| 20 | MF   | Teun Koopmeiners   | 28 februari 1998     | 6       | 0   | Italien       | Atalanta          |
| 21 | MF   | Frenkie de Jong    | 12 maj 1997          | 41      | 1   | Spanien       | Barcelona         |
|    | MF   | Jerdy Schouten     | 12 januari 1997      | 0       | 0   | Italien       | Bologna           |
|    |      |                    |                      |         |     |               |                   |
| 7  | A    | Steven Bergwijn    | 8 oktober 1997       | 20      | 6   | England       | Tottenham Hotspur |
| 9  | A    | Cody Gakpo         | 7 maj 1999           | 4       | 1   | Nederländerna | PSV               |
| 10 | A    | Memphis Depay      | 13 februari 1994     | 78      | 41  | Spanien       | Barcelona         |
| 12 | A    | Noa Lang           | 17 juni 1999         | 3       | 0   | Belgien       | Club Brugge       |
| 19 | A    | Wout Weghorst      | 7 augusti 1992       | 12      | 2   | England       | Burnley           |
|    | A    | Vincent Janssen    | 15 juni 1994         | 17      | 7   | Mexiko        | Monterrey         |